# Scapania obcordata
Scapania obcordata là một loài rêu tản trong họ Scapaniaceae. Loài này được (Berggr.) S.W. Arnell miêu tả khoa học lần đầu tiên năm 1959.